# باري هاوكس
باري هاوكس (بالإنجليزية: Barry Hawkes)‏ هو لاعب كرة قدم بريطاني، ولد في 21 مارس 1938 في Easington, County Durham ‏ في المملكة المتحدة. لعب مع دارلينجتون إف سى وسانت نيوتس تاون ونادي لوتون تاون ونادي هارتلبول يونايتد.